# Starksia leucovitta
Starksia leucovitta е вид лъчеперка от семейство Labrisomidae.

## Разпространение
Видът е разпространен в Пуерто Рико (Наваса).